# Podněsterská hymna
Hymna Podněstří nese název Velebíme tě, Podněstří (rusky Мы славим тебя, Приднестровье, My slavim těbja, Pridněstrovje, moldavsky Слэвитэ сэ фий, Нистрене, Slăvită să fim, Nistrene, ukrajinsky Ми славимо тебе, Придністров’є, My slavymo tebe, Prydnistrovje).
Hudbu složil Boris Alexandrovič Alexandrov, slova napsali Boris Parmenov, Nikolas Božko a Vitalij Piščenko. Hymna má text ve všech třech úředních jazycích Podněsterska – ruštině, ukrajinštině a moldavštině – které však nejsou doslovnými překlady.

## Text hymny a překlad

### Moldavsky
Кынта-вом ши вэй, ши колине,

Лучеферь дин Ниструл кэрунт,

Баладе'нцелепте, бэтрыне,

Че'н вякурь дестойничь не-ау врут.

Слэви-вом ероикул нуме,

'Н ачя бэтэлие кэзут

Ши'н фаца меморией сфинте

Ной цэрий журэм сэ-й фим скут!

Прин време пурта-вом

Нумеле мындрей цэрь.

Ту, Република либертэций,

Ешть крезул ын пашниче зэрь.

### Moldavsky (přepis)
Cânta-vom șii văi, șii coline,

Luceferi din Nistrul cărunt,

Balade'nțelepte, bătrâne,

Ce'n veacuri destroinici ne-au vrut.

Slăvi-vom eroicul nume,

'N acia bătălie căzut

Și'n fața memoriei sfinte

Nou țării jurăm să-i fim scut!

Prin vreme purta-vom

Numele mândrei țări.

Tu, Republika libertății,

Ești crezul în pașnice zări.

### Ukrajinsky
Ми славимо край Придністров'я,

Де люди пишаються тим,

Що дружбою, ладом, любов'ю

Навіки пов'язані з ним.

Прославимо наші заводи,

Широкі лани і міста,

Тут чесно працюють народи

На благо Вітчизни труда.

Через доли і води

Пронесемо ім'я

Ми Республіки свободи,

Хай живе тут народів сім'я.

### Ukrajinsky (přepis)
My slavymo kraj Prydnisrovja,

De ljudy pyšajuťsja tym,

Ščo družboju, ladom, ljubovju

Naviky povjazani z nym.

Proslavymo naši zavody,

Šyroki lany i mista,

Tut česno pracjujuť narody

Na blaho Vitčyzny truda.

Čerez doly i vody

Pronesemo imja

My Respubliky svobody,

Chaj žyve tut narodim simja.

### Rusky
Мы славу поем Приднестровью,

Здесь дружба народов крепка,

Великой сыновней любовью

Мы спаяны с ним навека.

Восславим сады и заводы,

Поселки, поля, города —

В них долгие славные годы

На благо Отчизны труда.

Пронесем через годы

Имя гордой страны

И Республике свободы

Как правде, мы будем верны.

Мы славим родные долины,

Седого Днестра берега.

О подвигах помним былинных,

Нам слава отцов дорога.

Восславим мы всех поименно,

Погибших за наш отчий дом.

Пред памятью павших священной

Отечеству клятву даем.

### Rusky (přepis)
My slavu pojem Pridněstrovju,

Zděs družba narodov krepka,

Velikoj synovněj ljubovju

My spajany s nim navěka.

Vosslavim sady i zavody,

Poselki, polja, goroda –

V nich dolgije slavnyje gody

Na blago Otčizny truda.

Proněsem čerez gody

Imja gordoj strany

I Respublike svobody

Kak pravde, my buděm verny.

My slavim rodnyje doliny,

Sedogo Dněstra berega.

O podvigach pomnim bylinnych,

Nam slava otcov doroga.

Vosslavim my vsech pojimenno,

Pogibšich za naš otčij dom.

Pred pamjatju pavšich svjaščennoj

Otčestvu kljatvy dajem.

### Česky
Velebíme tě, Podněstersko,

kde přátelství mezi národy je silné.

Jsme s naší zemí pevně spojeni

velkou láskou.

Chvalme zahrady a továrny,

osady, pole a města –

Velké úsilí do nich bylo vloženo

pro dobro naší vlasti.

My všichni neseme jméno hrdé země

na věčné časy.

Budeme všichni věrni republice svobody

a také pravdě.

Velebíme rodná údolí,

sivého Dněstru břehy.

Pamatujeme si hrdinné činy,

slávu našich předků ctíme.

Chvalme každou osobu,

která pro svou zemi položila život.

Slib věrnosti své zemi skládám

při památce všech mrtvých.